# Urbain-René de Hercé
Urbain-René de Hercé, né le 2 février 1726 à Mayenne, exécuté à Vannes le 28 juillet 1795, est un ecclésiastique français, évêque de Dol, réfractaire au serment constitutionnel. Il est exécuté après le débarquement des émigrés à Quiberon auquel il a pris part.

## Biographie
Issu d'une famille d'ancienne noblesse du Maine, il est le cinquième enfant de Jean de Hercé et de Françoise Tanquerel, fille du procureur général à la barre ducale. Treize autres enfants naquirent de cette même union, après Urbain-René, dont Jean-François-Simon de Hercé.
Urbain-René de Hercé continue au collège Sainte-Barbe les études commencées à Mayenne, puis suit les cours de la Sorbonne pendant neuf ans.

### Ministère de prêtre
À 25 ans (en 1751), il rentre à Mayenne, prêtre, licencié en droit et docteur en théologie.
Depuis 1743, il était pourvu de la chapelle des Madré à Mayenne, du prieuré de l'Habit à Chailland et de celui de Saint-Saturnin en Anjou.
Le 8 août 1754, Pierre Mauclerc de la Muzanchère, évêque de Nantes l'appelle comme grand vicaire et se décharge sur lui de la plus grande charge de son administration. Il lui obtient le 26 mai 1761 l'abbaye Notre-Dame de Noyers, en Touraine.

### Évêque
Alors qu'il est âgé de 41 ans, le 15 juin 1767, l'abbé de Hercé est préconisé évêque de Dol. L'évêché de Dol-de-Bretagne (traditionnellement appelé Bro-Zol en breton), aujourd'hui fusionné, avec celui de Saint-Malo, dans celui de Rennes, était l'un des neuf évêchés de Bretagne. Urbain-René de Hercé est consacré le 5 juillet 1767 dans l'église de Saint-Sulpice par le coadjuteur de Reims, Alexandre Angélique de Talleyrand-Périgord Il choisit comme grand vicaire son frère François de Hercé, qui était curé de Martigné depuis le 10 janvier 1760, et fait son entrée à Dol le 6 septembre 1767, après être passé par Mayenne où il reçut le dernier soupir de son père le 23 août.

### Vie politique et fin de l'évêché de Dol
Membre de l'Assemblée provinciale de Tours en 1780, il fit partie du 29 mai au 11 octobre de l'assemblée générale du clergé. Aux États de Bretagne, auxquels il assistait régulièrement, il montra une compétence remarquable dans les questions d'administration et d'économie politique, et délégué par ceux de son ordre en 1783 pour aller traiter devant le roi les questions qui intéressaient la Bretagne, il le fit avec une indépendance de caractère certaine. Pour la qualité de sa présidence des États de 1784, le roi le récompensa par le don de l'abbaye Notre-Dame des Vaux, au diocèse de Toul.
En cette année 1787 il ordonne à son grand vicaire Michel-Joseph Thoumin des Vauxponts d'ouvrir une enquête au sujet d'une délibération des habitants de Lanvallay autorisant les trésoriers en charge à agir pour contraindre les décimateurs de leur paroisse, à rétablir le chœur, et le cancel de leur église et fournir des ornements et des livres
En 1787, l'assemblée de Rennes le députa encore à la cour. Parlement de Bretagne
C'est alors que sa fermeté apostolique lui vaudra une « glorieuse disgrâce » (Abbé Angot). Chargé le 3 janvier 1788 de prendre la parole devant le roi et les ministres au nom de la délégation, il protesta énergiquement contre l'édit royal en faveur des protestants et des juifs. Le soir à dix heures, il recevait l'ordre de rentrer dans son diocèse. Sans repentir de sa courageuse démarche, il n'alla devant le ministre-archevêque de Toulouse, Étienne-Charles de Loménie de Brienne, que pour affirmer plus hardiment ses convictions : « J'ai étudié neuf ans en Sorbonne, » lui dit-il, « et jamais on ne m'a enseigné qu'un évêque, ministre de son roi, pouvait être le protecteur des hérétiques. » Ses codéputés et l'assemblée du clergé réclamèrent contre l'arrêt qui exilait le prélat et le firent rappeler (6 juillet 1788). Il en profita pour prendre la parole avec le zèle d'un patriote breton contre les édits qui violaient les immunités du parlement de Rennes, et contre l'emprisonnement de quatorze députés de la noblesse.
L'évêque de Dol ne fut pas élu en 1789 pour représenter le clergé à l'Assemblée nationale. Dès le début de la Révolution, il en pressentit les dangers :
- Le 21 mars 1790, devant les corps constitués dans sa cathédrale pour prêter serment à la Constitution, il proclama hautement, aux applaudissements chaleureux des fidèles, qu'on ne devait pas interpréter sa présence dans le sens d'une approbation des décrets de l'Assemblée nationale en ce qui concernait la religion.
- À ses prêtres, réunis du 18 au 25 avril 1790 pour la retraite ecclésiastique, il donna les avis que lui inspirait la prévision d'une persécution prochaine.
- Au mois de juin 1790, son évêché était supprimé[Note 7] (il fut le dernier évêque de Dol) et il se retirait au château des Ormes, puis au séminaire.

- Le 3 décembre 1790, il adhérait de tout cœur à la déclaration des évêques-députés contre la Constitution civile du clergé.

S'il détermina son grand vicaire, Michel Thoumin des Vauxponts à accepter le siège de Laval où l'appelaient les électeurs, ce fut dans l'attente du résultat des démarches tentées à Rome par le cardinal François-Joachim de Pierre de Bernis au sujet des nouveaux évêchés.
La Constitution civile du clergé érige Laval en évêché. Le clergé refuse de concourir à l'élection de l'évêque qui est effectuée dans l'église de la Trinité de Laval, le 10 septembre 1790. Un grand nombre de laïques imitent cet exemple; certaines prennent part néanmoins aux opérations électorales L'élu est Michel Thoumin des Vauxponts, qui refusa, avec l'approbation de Pie VI sur ce choix. Urbain-René de Hercé, évêque de Dol, espérant que le Saint-Siège pourrait régulariser et approuver l'érection du siège de Laval avait supplié son grand vicaire de donner son acquiescement. Presque en même temps que les députés des électeurs rentraient à Laval avec un refus écrit, un envoyé de Hercé y arriva avec une lettre de ce dernier annonçant l'acceptation. Avant de se prononcer définitivement, Michel Thoumin des Vauxponts prit l'avis du Saint-Siège. La réponse de Pie VI ne lui parvint que le 25 février 1791 ;elle approuvait entièrement sa première détermination. Au reste, en voyant presser l'exécution de la loi sur le serment, Michel Thoumin des Vauxponts y était revenu de lui-même et avait prévenu la lettre pontificale par la démission qu'il avait adressée le 22 au directoire du département. Le 20 mars 1791, 159 voix élisent Noël-Gabriel-Luce Villar, évêque de la Mayenne.
Cinq prêtres seulement du district de Dol se séparèrent de leur évêque en prêtant le serment constitutionnel.
Urbain-René de Hercé, cité le 8 février 1791 devant le Directoire comme « réfractaire aux décrets de l'Assemblée et perturbateur de l'ordre public », se retira avec son frère François et Michel Thoumin des Vauxponts le 1er avril 1791 à Mayenne, puis en mars 1792 à la Bas-Maignée, et se rendit avec son frère à Laval sur l'arrêt du Directoire du 23 mars 1791.
Interné aux Cordeliers comme tous les prêtres, sans aucun égard pour son caractère et pour l'état de sa santé, il s'embarqua plus tard à Saint-Malo pour l'Angleterre vers le 15 octobre 1792.

### Aventure fatale du débarquement breton
Le 25 janvier 1794, Urbain-René de Hercé recevait de Rome ordre d'agir contre le faux évêque d'Agra et, à la demande du marquis de Dresnay, les pouvoirs de vicaire apostolique et de grand aumônier de l'armée préparée pour un débarquement en Bretagne qui n'eut pas lieu, mais dont le projet fut repris plus tard.
Sur l'invitation du comte de Puisaye, il écrivit une Lettre pastorale aux fidèles de Bretagne, datée du 1er janvier 1795, et qui fut répandue à 2 000 exemplaires.
Embarqué à Southampton le 16 juin 1795, il débarquait le 28 sur la plage de Carnac et bénissait les drapeaux le 3 juillet.
« Ne gênons point le rembarquemment, allons où le devoir nous appelle », dit-il à ceux qui voulaient, malgré ses infirmités, le monter sur l'un des bateaux.

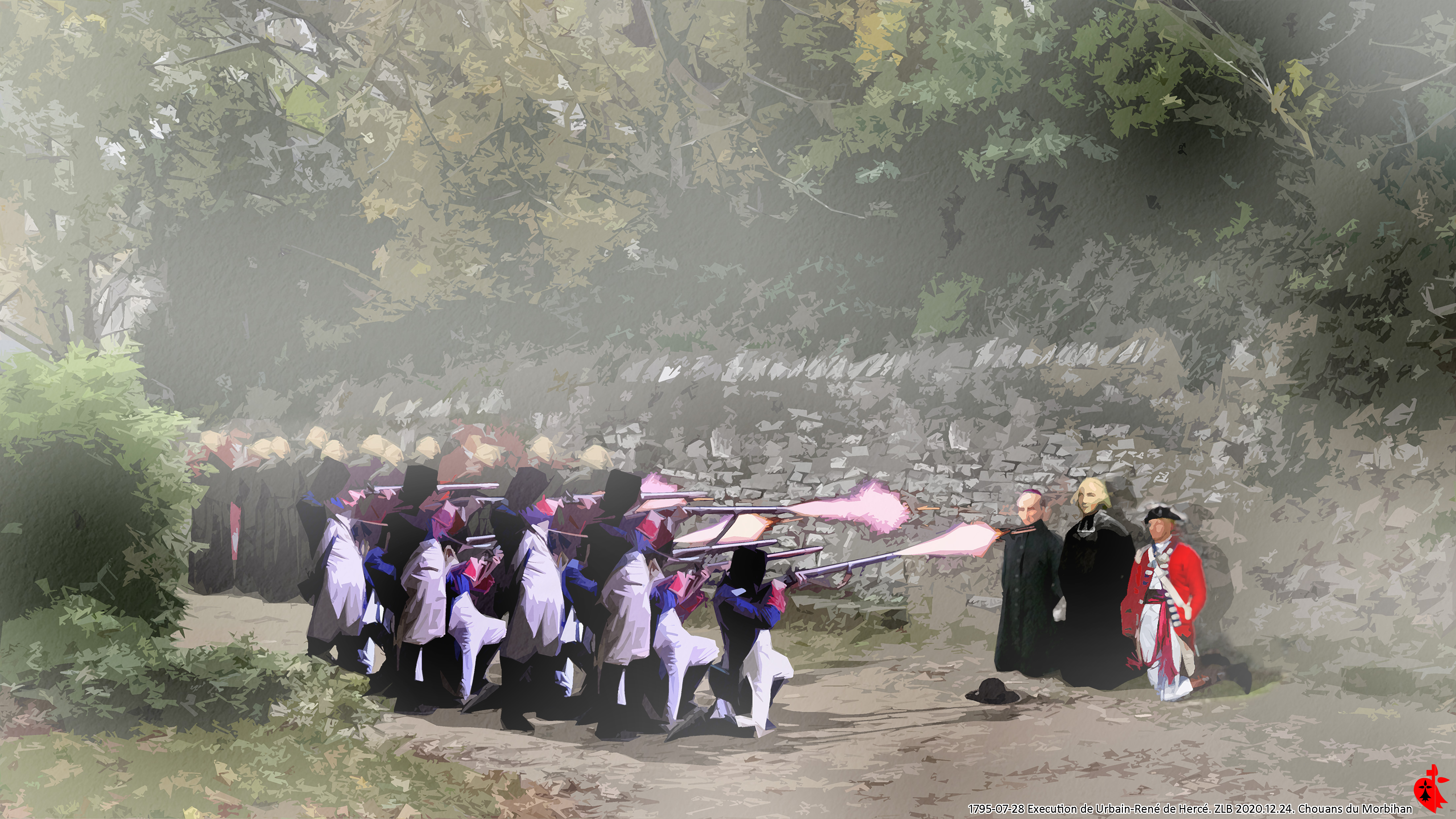
1795-07-28 Exécution de Urbain-René de Hercé.

Fait prisonnier et conduit à pied à Auray, il paraît le 27 juillet 1795 devant la commission militaire et est exécuté à Vannes le lendemain (10 thermidor an III), à 10 h, au bas de la promenade de la Garenne, entre son frère et Charles François de Virot de Sombreuil. Celui-ci, pour éviter à l'évêque le contact de la main de l'un des soldats républicains, lui enleva son chapeau avec les dents, pour qu'il prononçât sur ses quinze compagnons les prières d'une dernière absolution. Tous les cadavres furent jetés dans une fosse commune au cimetière de Saint-Paterne.
Exhumés le 7 novembre 1814, les ossements ont été déposés dans la cathédrale de Vannes.

## Publications
- Statuts et ordonnances du diocèse de Dol, avec mandement, Dol, 1771, in-12, 94 p.
- Lectionarium Dolense, Dol, 1769, 1770, 2 vol. in-4.
- Jubilé universel de l'année sainte, avec mandement, Dol, 1776, in-12, 50 p.

- Sa vie a été écrite d'abord en espagnol, en 1797, par Julien Delacroix, directeur du collège de Dol, et à la fin du XIXe siècle sous le titre :
- Urbain de Hercé, dernier évêque et comte de Dol, par Ch. Robert, de l'Oratoire de Rennes (Paris, 1900).